# Pierrepont (Adelsgeschlecht)
Das Haus Pierrepont war eine Familie des nordfranzösischen Adels, das seit dem Ende des 11. Jahrhunderts nachweisbar ist. Es bezog seinen Namen von ihrem Stammsitz Pierrepont im Laonnois. Durch Heirat gelangte die Familie zu Beginn des 13. Jahrhunderts in den Besitz der Grafschaft Roucy (auch im Laonnois gelegen), die sie über 8 Generationen halten konnte. Zwei Generationen nach dem Erwerb Roucys kam – ebenfalls durch eine Ehe – die Grafschaft Braine (ebenfalls im Laonnois gelegen) hinzu. Mit Jean VI., der 1415 in der Schlacht von Azincourt fiel, starb die Familie im Mannesstamm aus. Seine Erbtochter Jeanne († 1459) war mit Robert von Saarbrücken verheiratet, Herrn von Commercy, wodurch Roucy und Braine an das Maison de Broyes kamen.

## Stammliste (Auszug)

### Die Herren von Pierrepont
1. Ingobrand († vor 1113), Seigneur de Pierrepont 1090/1110
  1. Roger († 1120/23), 1110 Seigneur de Montaigu, dann Seigneur de Pierrepont; ⚭ Ermengarde de Montaigu, Tochter von Guillaume, Seigneur de Montaigu
    1. Guillaume, Seigneur de Pierrepont 1123
      1. Hugues, 1152 de Vanault (1145–1181 bezeugt; † wohl 1188)
        1. Robert I. († vor 1209), Seigneur de Pierrepont; ⚭ Eustachie (1190–1209 bezeugt; † wohl vor 1211), 1206 Comtesse de Roucy, Tochter von Graf Robert Guiscard, (Haus Montdidier)
          1. Jean II. (X 1251), 1211 Comte de Roucy, 1225 Seigneur de Pierrepont, 1228 Seigneur de Sissonne; ⚭ I Isabelle de Dreux, Vicomtesse de Mareuil, Dame de Pacé († nach 1242), Tochter von Robert II., Graf von Dreux, (Haus Frankreich-Dreux); ⚭ II Marie de Dammartin († nach 1279), Tochter von Simon de Dammartin, Graf von Aumale (Haus Mello) – Nachkommen siehe unten

    2. Robert, Seigneur de Montaigu 1132–1147
    3. Gui († 1147), 1143 Elekt und 1144 Bischof von Châlons

Siehe auch: Alain de Roucy

### Die Grafen von Roucy und Braine
1. Jean II. (X 1251), 1211 Comte de Roucy, 1225 Seigneur de Pierrepont, 1228 Seigneur de Sissonne; ⚭ I Isabelle de Dreux, Vicomtesse de Mareuil, Dame de Pacé († nach 1242), Tochter von Robert II., Graf von Dreux, (Haus Frankreich-Dreux); ⚭ II Marie de Dammartin († nach 1279), Tochter von Simon de Dammartin, Graf von Aumale (Haus Mello) – Vorfahren siehe oben
  1. (II) Jean III. († 1282), 1260 Comte de Roucy, Sire de Pierrepont; ⚭ Isabelle der Mercoeur, Tochter Béraud le Grand und Béatrix de Bourbon
    1. Jean IV., 1280 Sire de Pierrepont, Comte de Roucy († 1302); ⚭ Jeanne de Dreux, 1323 Comtesse de Braine, Tochter von Robert IV., Comte de Braine, (Haus Frankreich-Dreux)
      1. Jean V. (X 1346 in der Schlacht von Crécy), Comte de Roucy, de Braine et de Rochefort
        1. Jean († 1326/28), Seigneur de Pierrepont, 1326 Sire de Picquigny, Vidame d’Amiens; ⚭ Marguerite de Picquigny, Vidamesse d’Amiens († nach 1377), Tochter von Renault, Sire de Picquigny, Vidame d’Amiens
        2. Robert II. († 1364), Comte de Roucy etc.; ⚭ Marie d’Enghien († nach 1378), Tochter von Wautier II., (Haus Enghien)
          1. Isabelle († nach 1396), Dame de Roucy bis 1391; ⚭ Ludwig von Flandern, Herr von Petegem († nach 1382/86), (Haus Dampierre)

        3. Hugues († nach 1349), Seigneur de Pierrepont, 1347 Vidame de Laonnois; ⚭ Marie de Clacy, Tochter von Baudouin, Seigneur de Clacy, Vidame de Laonnois
          1. Hugues II. († 1395), Comte de Braine, 1391 Comte de Roucy
            1. Jean VI. (X 1415 in der Schlacht von Azincourt), 1395 Comte de Roucy et de Braine; ⚭ Isabelle de Montaigu († 1429), Dame de Marcoussis, Tochter von Jean de Montaigu, Bâtard de France, (Stammliste der Valois)
              1. Jeanne († 1459), Dame de Roucy et de Braine; ⚭ Robert von Saarbrücken, Seigneur de Commercy († 1464/65) (Maison de Broyes)

            2. Marguerite; ⚭ Thomas III., Markgraf von Saluzzo († 1416), (Aleramiden)
            3. Jeanne († nach 1445); ⚭ François d’Albret, Seigneur de Sainte-Bazeille († 1440/45), (Haus Albret)
            4. Blanche († 1422); ⚭ Louis I. de Bourbon, comte de Vendôme († 1446), (Stammliste der Bourbonen)

          2. Jean († 1418), 1385 Bischof von Laon

        4. Simon († 1392), Comte de Braine; ⚭ Marie de Châtillon († 1396), Tochter von Hugues, Seigneur de Rozoy-en-Thiérache, (Haus Châtillon)
        5. Jeanne († 1361), Dame de Blason et de Chimeliers-en-Anjou; ⚭ Charles de Montmorency († 1381), Marschall von Frankreich 1343–1347, (Stammliste der Montmorency)